# William Brennaugh
William Thomas Edmund "Billy" Brennaugh (Brampton, Cúmbria, Anglaterra, 13 d'agost de 1877 - Hamilton, Ontario, 12 de desembre de 1941) va ser un jugador de lacrosse canadenc que va competir a principis del segle xx. Nascut a Anglaterra, es traslladà de jove a Manitoba, Canadà, on va aprendre a jugar al lacrosse. El 1904 va prendre part en els Jocs Olímpics de Saint Louis, on guanyà la medalla d'or en la competició per equips de Lacrosse, com a membre de l'equip Shamrock Lacrosse Team.